# Mohamed Lajmi
Mohamed Lajmi (arabe : محمد اللجمي), né le 17 décembre 1932 à Sfax et décédé le 9 septembre 2014 à Tunis, est un musicien tunisien, et l'un des plus célèbres joueurs de ney de son pays.

## Biographie
À Sfax, le jeune Mohamed Lajmi, qui n'a que quatorze ans, commence son apprentissage des bases musicales avec les plus grandes figures de l'époque.
En 1957, il intègre la troupe de l'Établissement de la radiodiffusion-télévision tunisienne et il faut attendre deux ans pour qu'il en devienne le maestro et l'instrumentiste principal.
En 1971, il rejoint la troupe de La Rachidia en compagnie d'Abdelhamid Ben Aljia.
Durant sa carrière, il collabore avec de nombreux artistes tels que Ali Riahi, Hédi Jouini, Oulaya, Ahmed Hamza, Naâma, Najet Essaghira, Sayed Mekawi, Sabah Fakhri, etc. 
Le 9 décembre 2014, il décède à l'âge de 81 ans ; il est inhumé au cimetière du Djellaz à Tunis.  

## Décorations
Il est décoré des insignes du Nichan Iftikhar.